# 登米東和インターチェンジ
登米東和インターチェンジ（とめとうわインターチェンジ）は、宮城県登米市東和町米谷にある三陸沿岸道路のインターチェンジである。仙台方向のみのハーフインターチェンジである。

## 道路
- E45 三陸沿岸道路（16番）

## 歴史
- 2010年（平成22年）3月22日 : 登米IC - 登米東和IC間 開通に伴い供用開始。
- 2016年（平成28年）4月16日 : 登米東和IC - 三滝堂IC間 開通[1]。

## 接続する道路
- 国道398号

## 料金所
無料区間のためなし。

## 周辺
- 道の駅林林館
- 三滝堂

## 隣
E45 三陸沿岸道路
(15) 登米IC - (16) 登米東和IC - (16-1) 三滝堂IC
※当インターチェンジから気仙沼方面は利用できない。